# Liste der Flüsse in Senegal

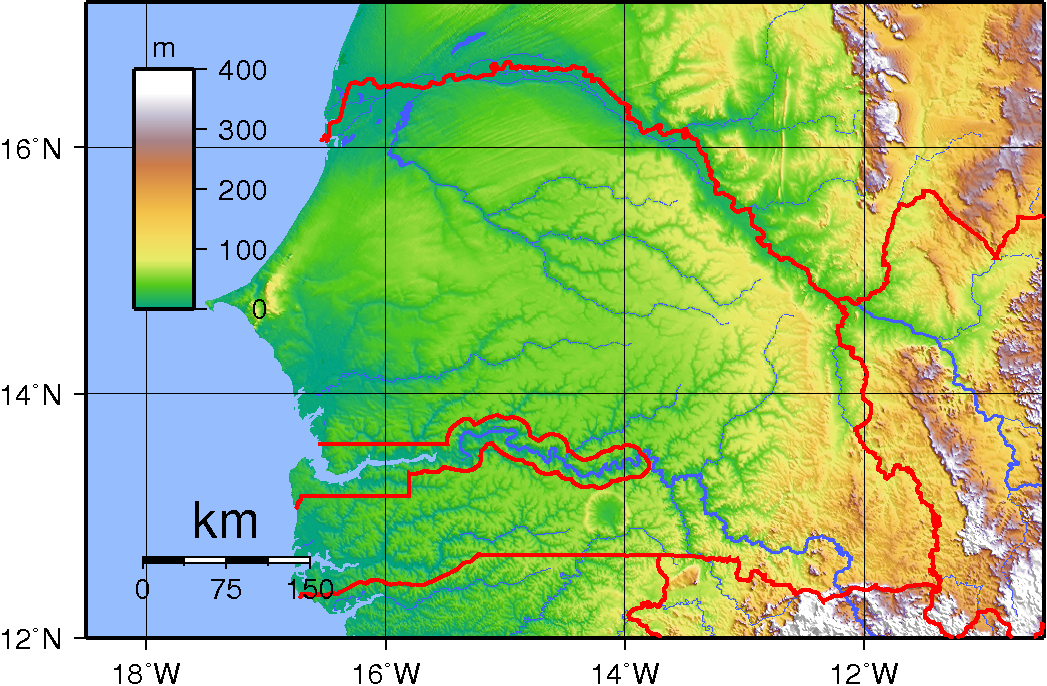
Karte der größten Flüsse in Senegal

Dies ist eine Liste der Flüsse in Senegal. Aufgeführt sind Flüsse, die im westafrikanischen Land Senegal entspringen, münden beziehungsweise dieses durchfließen.
Alle Flussgebiete entwässern in den Atlantischen Ozean, meist unter Einfluss der Gezeitenströmungen im Küstentiefland mit Bildung von mäandrierenden Mündungstrichtern und ausgedehnten amphibischen Uferzonen, die weit ins Landesinnere reichen. Alle ganzjährig wasserführenden Flüsse entspringen außerhalb der Landesgrenzen in dem südöstlich liegenden regenreichen Bergland von Fouta Djallon.
Die im Land selbst entspringenden Flüsse führen höchstens in der Regenzeit Wasser, da das als Tiefland oder Hügelland anzusprechende niedrige Höhenprofil des Senegal im Übergang von der Savanne zur Sahelzone nicht geeignet ist, aus den Niederschlägen der Regenzeit ganzjährig den notwendigen Grundwasservorrat zu bilden.
In Senegal finden sich vier große Flüsse, die in den Atlantik münden. Es handelt sich, von Nord nach Süd gesehen, um den Senegal, den Saloum, den Gambia und den Casamance.

## Senegal
- Senegal
  - Falémé
    - Koïla Kabé
    - Dalema

  - Senegal-Seitenarme:
    - Dioulol
    - Diamel
    - Doué

  - Taouey
    - Ferlo (Vallée du Ferlo) mit Lac de Guiers
      - Tiangol Lougguéré
      - Vallée du Mboune

## Saloum
- Saloum
  - Sine
  - Saloum-Mündungsarme
    - Diombos
    - Bandiala

## Gambia

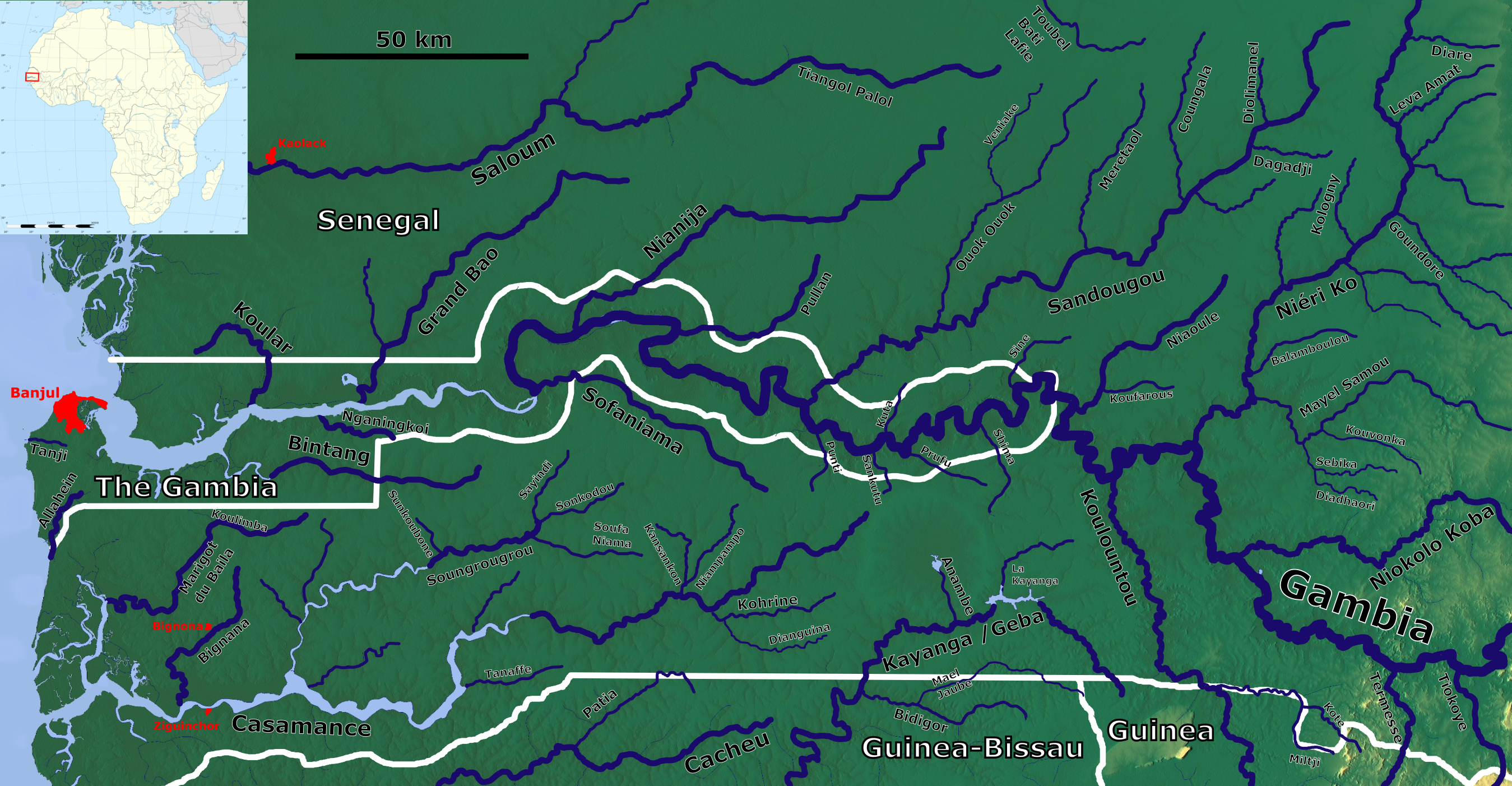
Der untere Gambie mit seinen Nebenflüssen

- Gambia (nur der Mittellauf führt durch den Senegal, der Unterlauf gehört zu Gambia)
  - Tiokoye
  - Diarha
    - Termesse

  - Niokolo Koba
  - Niéri Ko
    - Diare
    - Leva Amat
    - Goundore
    - Kologny
    - Balamboulou
    - Mayél Samou
      - Kouvonka
      - Diadhaori
        - Sebika

  - Koulountou
    - Miltji
      - Kote

  - Niaoulé
    - Koufarous

  - Sine Bolong
  - Shima Bolong
    - Shimong Bolong

  - Prufu Bolong
    - Kumbija Bolong

  - Tuba Kuta Bolong
  - Sankutu Bolong
  - Mansala Bolong
  - Punti Bolong
  - Santanto Bolong
  - Sandougou
    - Diolimanel
    - Dagadji
    - Coungala
    - Meretaol
    - Ouok Ouok
      - Veniake

  - Pachar Bolong
  - Pallan Bolong
  - Nianija Bolong
  - Sofaniama Bolong
  - Grand Bao Bolon
  - Bintang Bolong
  - Koular Bolong

## Casamance

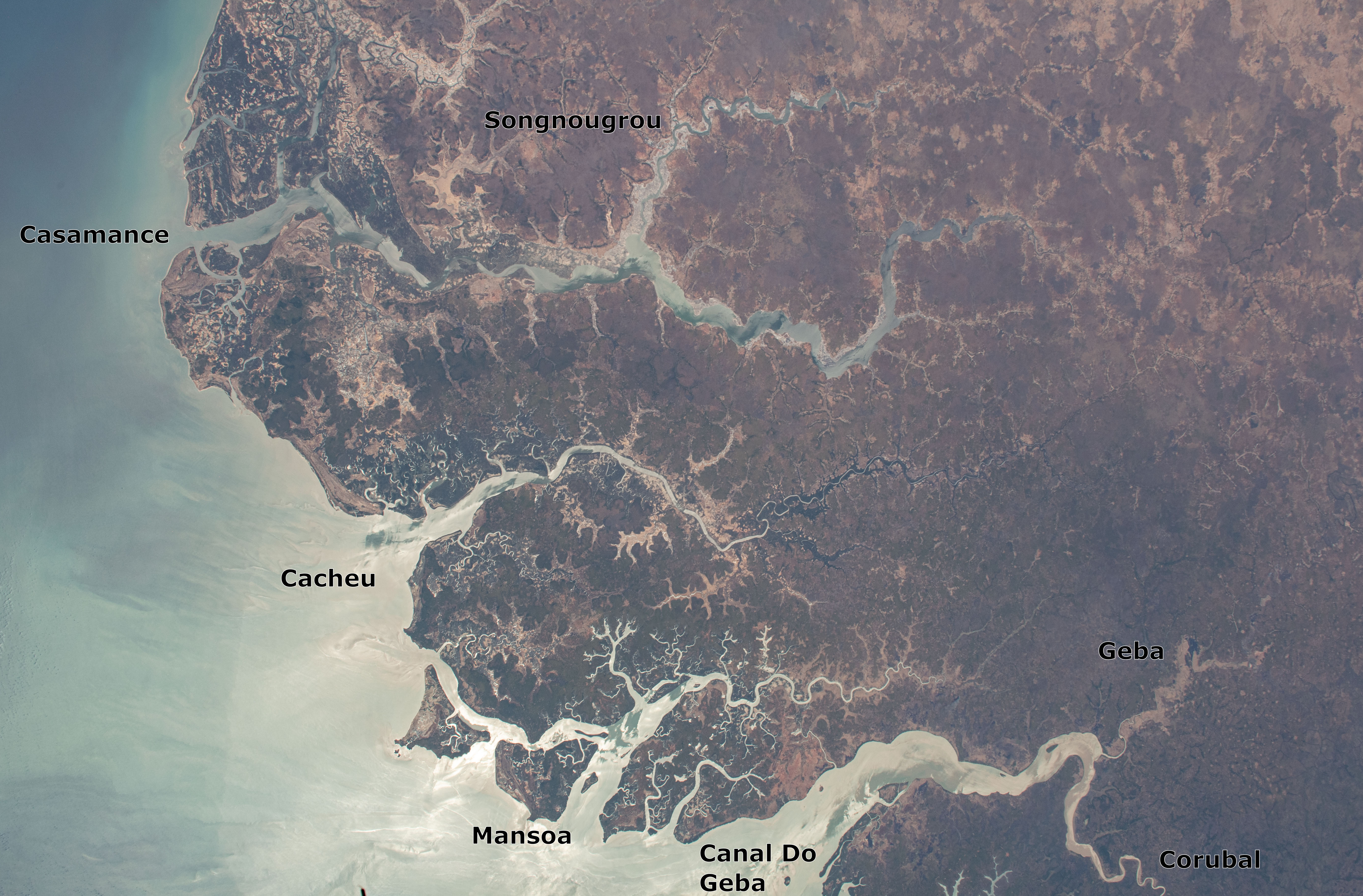
Satellitenaufnahme Des südwestlichen Senegal und des nordwestlichen Guinea.Bissaus

- Casamance
  - Kohrine
    - Dianguina

  - Niampampo
  - Kansankon
  - Tanaffe
  - Soungrougrou
    - Sayindi
    - Sonkodou
    - Soufa Niama
    - Sunkoubone

  - Marigot Bignana
  - Marigot du Baila

## Rio Geba
- Kayanga (Oberlauf des Rio Geba, Unterlauf gehört zu Guinea-Bissau)
  - Bidigor (in Guinea-Bissau)
    - Mael Jaube

## Küstenflüsse
- Allahein (San Pedro)

## Einzugsgebietsaufteilung des Landes
Im Folgenden sind die Einzugsgebiete des Senegal tabellarisch aufgeführt.
| Fluss        | Anteil der Landesfläche in [km²] | Prozent der Landesfläche | Einzugsgebiet gesamt in [km²] | Prozent des Einzugsgebiets |
| ------------ | -------------------------------- | ------------------------ | ----------------------------- | -------------------------- |
| Senegal      | 76.918                           | 39,1                     | 483.181                       | 15,9                       |
| Saloum       | 32.853                           | 16,7                     | 32.853                        | 100                        |
| Gambie       | 53.508                           | 27,2                     | 77.054                        | 69,4                       |
| Casamance    | 14.361                           | 3,5                      | 20.150                        | 71,3                       |
| Kayanga/Geba | 7.847                            | 4,0                      | 15.000                        | 52,3                       |
| Küstenflüsse | 11.235                           | 5,7                      |                               |                            |
| Gesamt       | 196.722                          | 100                      |                               |                            |